# Regionalni muzej Kabale
Regionalni muzej Kabale je javni muzej v Kabalah v Ugandi. Vodi ga Oddelek za muzeje in spomenike na Ministrstvu za turizem, divje živali in starine Ugande. Stoji južno od ekvatorja v jugozahodni Ugandi, v okrožju Kabale, podokrožju Severna divizija, župniji Rutooma, celici Ibumba ob cesti proti jezeru Bunyonyi. Muzej pripoveduje zgodbo o tradiciji Kigezov v Ugandi.

## Zgodovina in etimologija
Ko je Idi Amin Dada iz Ugande leta 1978 izgnal Azijce, je muzej v nekdaj hindujskemu templju ustanovil odbor skrbnikov muzejev Ugande z Oddelka za starine, kustos muzeja pa je bil Nkundiye Samuel.
Muzej so zaprli leta 2007, potem ko so Indijci ponovno zavzeli stavbo in jo spremenili v tempelj. Predmete so zaradi varnosti odnesli v vladni arhiv Kabale in Ugandski muzej.
Leta 2005 je bilo zemljišče, kjer je trenutno muzej, pridobljeno pod vodstvom takratnega komisarja za muzeje in spomenike, Kamuhangire Ephraima. Leta 2007 se je pod vodstvom komisarja Mwanje Nkaale Rosea začela gradnja stavbe.
Regionalni muzej Kabale je bil septembra 2014 ponovno odprt za javnost.

## Zbirka
Regionalni muzej Kabale pokriva arheologijo, etnografijo in sodobno umetnost. Ima na stotine etnografskih zbirk z zelo malo arheološkimi, geološkimi, slikarskimi in fotografskimi zbirkami.
Muzej prikazuje osnovne informacije o Kigeziji.
Teme v tem muzeju vključujejo:
- Zgodovinsko ozadje: kako je nastalo okrožje Kigezi, selitve prebivalcev, razvoj meja in sedanje območje Kigezije.
- Pokrajina in vreme: hribi, doline, gozdovi in kako jih ljudje gospodarsko izkoriščajo, njihova kulturna zgodovina, gospodarska in politična zgodovina.
- Izvor ljudstev: etnične skupine in način njihovega življenja.
- Kulturna zgodovina: postavitve, obredi, poroka, hrana in pijača, glasba in ples.
- Gospodarstvo: kmetijstvo, trgovina, promet in industrija.
- Politika: zgodnje naselbine in pretekli dogodki v širšem Kigeziju.

Muzej prikazuje artefakte, ki so ogroženi predmeti v širši Kigeziji.
- Stol Kikiga
- Razstavni eksponati